# Крещено Гаи
Крещено Гаи — село в Александро-Невском районе Рязанской области, входит в состав Просеченского сельского поселения.

## Географическое положение
Село расположено на берегу реки Лесной Воронеж в 18 км на восток от центра поселения села Просечье и в 30 км на восток от райцентра посёлка Александро-Невский.

## История
Богоявленские Гаи в качестве села упоминается в окладных книгах 1676 года, где бывшая в том селе церковь именуется Богоявленскою. Вместо упоминаемой в XVII столетии в селе церкви, пришедшей в ветхость, в 1786 году поставлена была новая деревянная в прежнее храмонаименование. В 1845 году помещиком Андреем Борисовичем Новиковым построена была каменная также Богоявленская церковь с приделом Митрофаньевским.
В XIX — начале XX века село входило в состав Богородицкой волости Ряжского уезда Рязанской губернии. В 1906 году в селе было 44 двора.
С 1929 года село являлось центром Крещено-Гаевского сельсовета Новодеревенского района Рязанского округа Московской области, с 1937 года — в составе Спешневского сельсовета Рязанской области, с 2005 года — в составе Просеченского сельского поселения.

## Население
| 1859 | 1897 | 1906 | 2010 | 2023 |
| ---- | ---- | ---- | ---- | ---- |
| 854  | ↘751 | ↘323 | ↘8   | ↘0   |

## Достопримечательности
В селе находится недействующая Богоявленская церковь (1845).